# Carl Jakob Iken
Carl Jakob Ludwig Iken (* 7. September 1789 in Bremen; † 23. April 1841 in Florenz) war ein deutscher Vorreiter der Neogräzistik.

## Biografie
Iken war der Sohn von Senator Jacob Ludwig Iken (1758–1811) und der Professorentochter Regine Agnes Runge (1761–1816). Sein Großvater war der Bremer Bürgermeister Justin Friedrich Wilhelm Iken (1726–1805) und seine Brüder Justin Friedrich Wilhelm Iken (1783–1806) und Senator Johann Georg Iken (1786–1850).
Er lebte als Privatgelehrter in Bremen. Er bemühte sich als erster, die neugriechische Literatur und Kultur seinen Zeitgenossen nahezubringen. Er stand mit Goethe und Schopenhauer in Briefkontakt. Neben seinen neogräzistischen Publikationen gab er auch eine Sammlung persischer Märchen heraus.

## Schriften (Auswahl)
- Hellenion. Ueber Kultur, Geschichte und Literatur der Neugriechen. Leipzig 1822
- Vom alten und neuen Hellas. 1823
- Leukothea. Eine Sammlung von Briefen eines geborenen Griechen über Staatswesen, Literatur und Dichtkunst des neueren Griechenlands. 2 Bde., Leipzig 1825.
- Eunomia. Darstellungen und Fragmente neugriechischer Poesie und Prosa. In Originalen und Uebersetzungen. Aus englischen und französischen Werken und aus dem Munde geborener Griechen entlehnt. Mit Beiträgen von verschiedenen Verfassern. Für Gelehrte und Nichtgelehrte gesammelt von Dr. K. J., 3 Bde., Grimma 1827 (der dritte Band enthält: Neugriechische Volkslieder im Originale und mit deutscher Uebersetzung nebst Sach- und Worterklärungen, herausgegeben von Karl Theodor Kind in Leipzig)